# Transports en commun de Bourg-en-Bresse
Pour les articles homonymes, voir Rubis.
Rubis (anciennement TUB : transports urbains de Bourg-en-Bresse Agglomération jusqu'en mai 2019), est un réseau de transport en commun desservant 74 communes de la communauté d'agglomération du Bassin de Bourg-en-Bresse, avec un réseau composé de 7 lignes régulières, une navette et un service de transport à la demande. Il est exploité depuis le 1er janvier 2019 par Keolis Grand Bassin Bourg-en-Bresse (faisant partie du groupe Keolis) pour le compte de la communauté d'agglomération.
Le premier service de transport à Bourg-en-Bresse a vu le jour le 8 novembre 1966.

## Histoire

### Les début du réseau

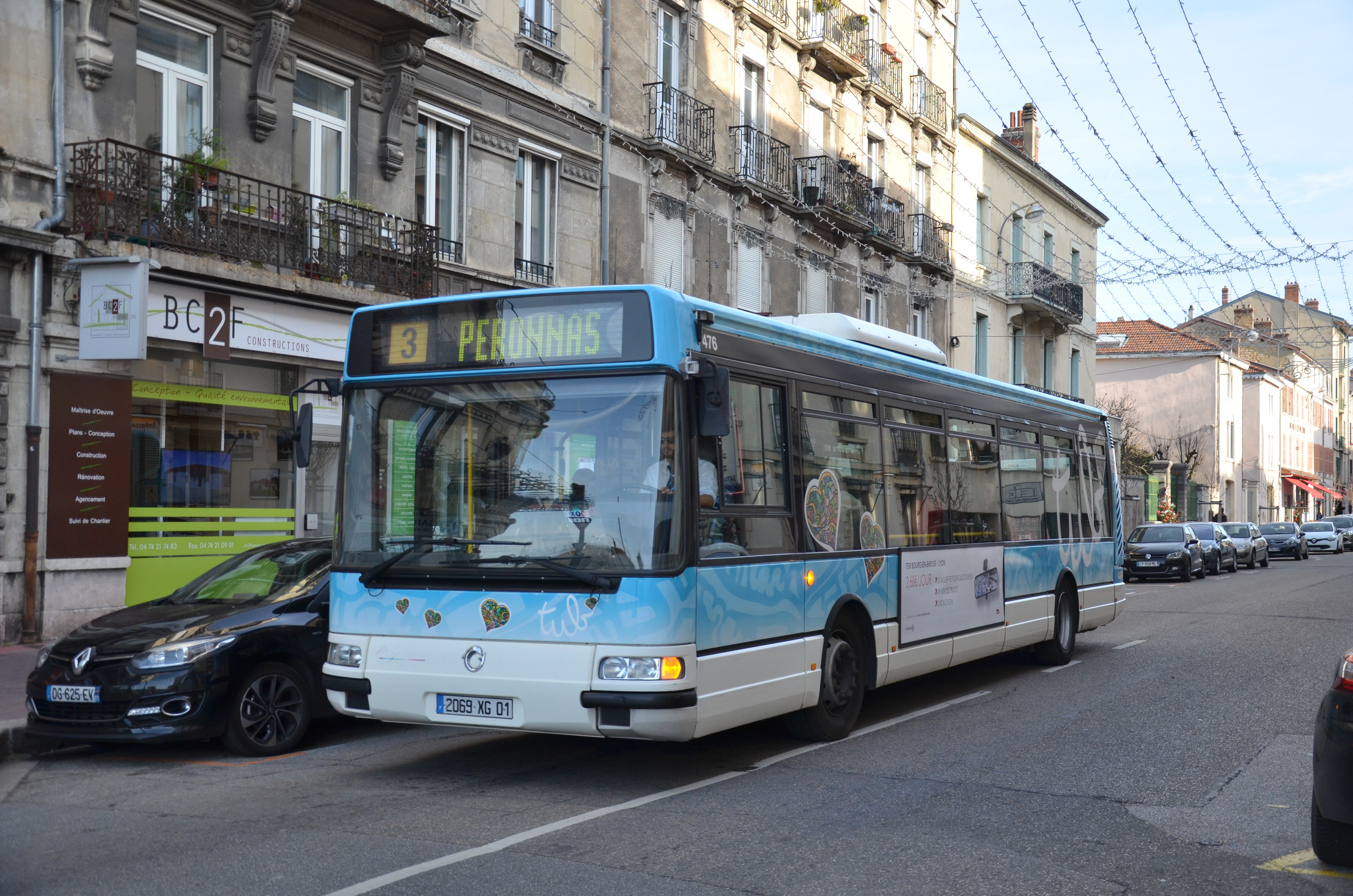
La ligne 3 près de la gare, en direction de Péronnas

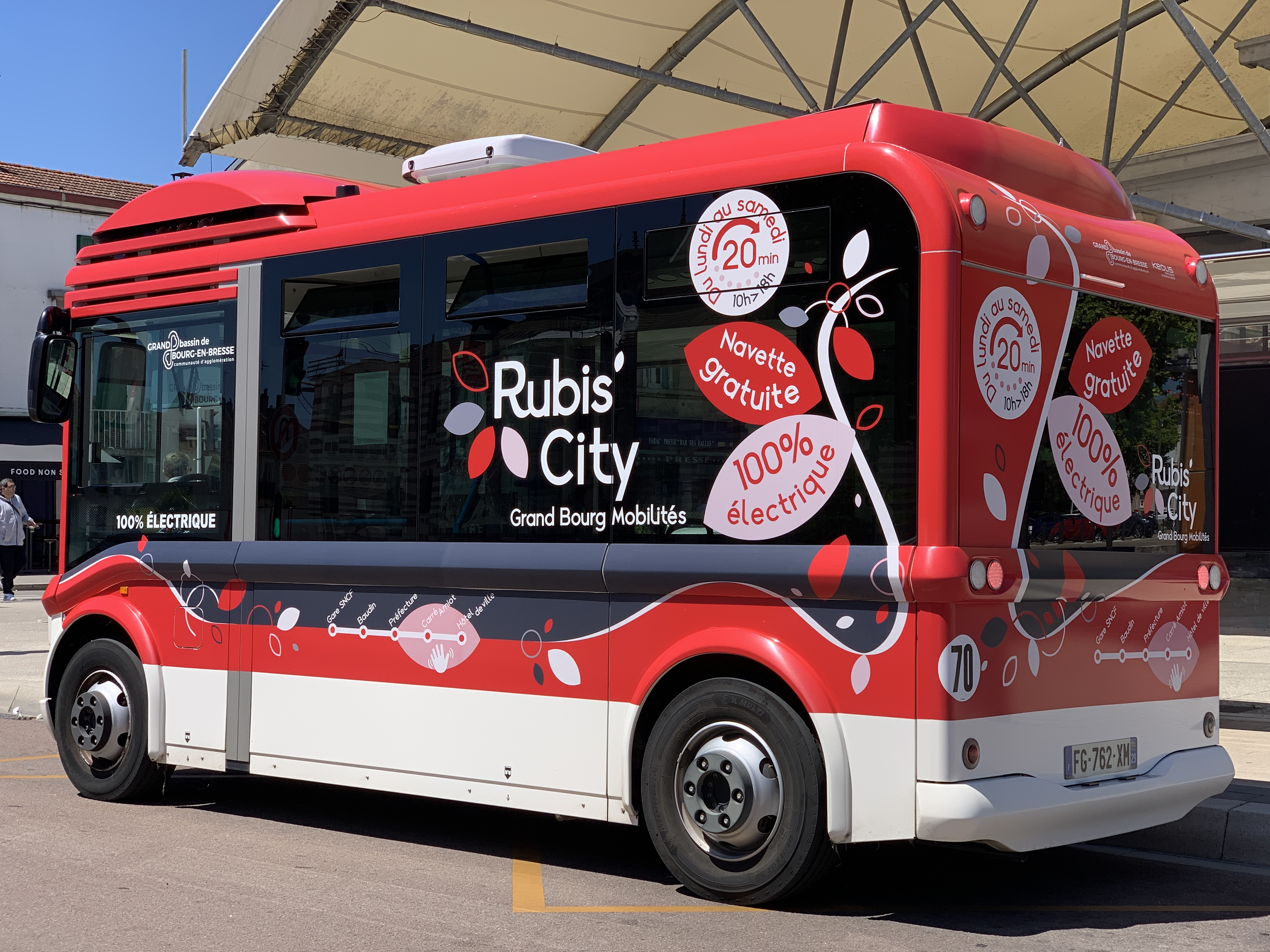
Navette gratuite Rubis City

Le 8 novembre 1966, six petits autobus de couleur rouge et crème, exploités par la S.E.B. (Société des Etablissements Bernard) pour la commune de Bourg-en-Bresse, sont mis en service sur un petit réseau de deux lignes. La première reliait le quartier du cimetière aux quartier des Vennes, et la seconde reliait le quartier de la route de Lyon au quartier de Jasseron. Les deux lignes entraient en correspondance place Bernard, en centre-ville.
Le service répondant aux attentes de la commune, l'une des ligne est prolongée vers le quartier du Mail, dès le mois d'avril 1967. Un cadencement toutes les 30 minutes est également mis en place.
En 1975, le conseil municipal de la commune de Saint-Denis engage des discussions avec la commune de Bourg-en-Bresse et la S.E.B. afin d'obtenir le passage d'une ligne de bus sur la commune. Le 1er décembre 1975, une nouvelle ligne est créée reliant le village de Saint-Denis et le quartier de l'Alagnier (au sud-est de Bourg-en-Bresse).

### Le réseau depuis les années 2000
Le réseau en septembre 2003 :
- 1 : Alimentec <> Parc Expo
- 2 : Saint-Denis — Mairie <> Sardières / EREA — La Chagne
- 3 : Péronnas — Chênaie <> Alagnier (+ desserte plage du Bouvent)
- 4 : Saint-Denis — Salle des fêtes <> Oyards
- 5 : Chambière — Hôtels <> J.M. Verne — Lycées
- 6 : Viriat — Carroniers <> Médiathèque
- 45 : Hôpital Fleyriat <> Seillon Repos

En septembre 2004, le service de transport à la demande Pass'tel voit le jour et dessert l'ensemble du territoire de la communauté d'agglomération de Bourg-en-Bresse.
Le 29 août 2005, le service TaxiTub Étudiant devient le TaxiTub Dimanches et jours fériés et est ouvert à tous les voyageurs.
Dès le 1er janvier 2006, l'exploitation du réseau est assurée par CarPostal Bourg-en-Bresse, filiale du groupe CarPostal, dans le cadre d'une délégation de service public d'une durée de 6 ans, en remplacement de la SETUB.
Le 4 septembre 2006, la ligne 45 a été remplacée par la ligne 7. Le réseau est le suivant :
- 1 : Alimentec <> Parc Expo
- 2 : Saint-Denis — Mairie <> Sardières / EREA — La Chagne
- 3 : Péronnas — Chênaie <> Alagnier (+ desserte plage du Bouvent)
- 4 : Saint-Denis — Salle des fêtes / Saint-Denis — Collège <> Oyards
- 5 : Chambière — Hôtels <> J.M. Verne — Lycées
- 6 : Viriat — Carroniers <> Médiathèque
- 7 : Hôpital Fleyriat / Le Coteau / Majornas <> Libération / É. Huchon / Seillon CFA (3 trajets)

Le 3 septembre 2007, le réseau est restructuré :
- Ligne 1 : Terminus au sud Rue de la Chartreuse et au nord à Granges Bardes ou Revermont en service scolaire.
- Ligne 2 : Abandon de la desserte du centre de Saint-Denis-les-Bourg à la ligne 4 avec terminus Avenue de Bresse.
- Ligne 3 : Abandon de la desserte de la plage du Bouvent à la ligne 5 et modification à Péronnas avec un terminus à Blé d'Or ou ZA Les Bruyères.
- Ligne 4 : Dessert mieux le centre de Saint-Denis-les-Bourg et les hameaux environnants.
- Ligne 5 : Limité au sud au Parc Expo et reprend la desserte de la plage du Bouvent.
- Ligne 6 inchangée.
- Ligne 7 inchangée.
- Ligne 8 : Ligne crée pour simplifier la ligne 1, reprend la desserte des lycées de la ligne 5 et ajoute une desserte inédite du bourg de Norelan.
- Adaptations du service Pass'Tel (lignes 51 à 57).
- Taxi'Tub dimanche et dimanche soir inchangé.
- Création du service Viva'Tel.
- Changement du logo du réseau.

En septembre 2008, Taxi'Tub devient Pass'Tel Dimanche et jours fériés. Changement du trajet de la ligne 6 à Viriat et de la ligne 1 vers Seillon.
Le réseau est alors le suivant :
- 1 : Revermont / Granges Bardes <> Chartreuse
- 2 : Avenue de Bresse <> Sardières / EREA — La Chagne
- 3 : Péronnas — ZA Les Bruyères / Péronnas — Blé d'Or <> Alagnier
- 4 : Cadalles / Saint-Denis — Collège <> Oyards
- 5 : Chambière — Hôtels <> Parc Expo (+ desserte plage du Bouvent)
- 6 : Viriat — Carroniers <> Médiathèque
- 7 : Hôpital Fleyriat / Le Coteau / Majornas <> Libération / É. Huchon / Seillon CFA (3 trajets)
- 8 : Norelan Bourg <> Girolles

Lignes Pass'Tel
- Ligne 51 : Place Carriat <> Servas — Les Granges
- Ligne 52 : Place Carriat <> Vendeins — Les Geoffray
- Ligne 53 : Place Carriat <> Polliat — Champvent
- Ligne 54 : Bourg SNCF <> Viriat — Crépignat
- Ligne 55 : Bourg SNCF <> Jasseron — Les Combes
- Ligne 56 : Place Carriat <> Péronnas — La Vernée

En 2011, le service Pass'Tel Dimanches et jours fériés se nomme « Dimanches et jours fériés » tout court. Quelques modifications de lignes par rapport à 2008 :
- Ligne 1 : Terminus sud reporté à Molière.
- Ligne 2 : Prolongement à Saint-Denis — Salle des fêtes à certains services.
- Ligne 6 : Prolongement de Médiathèque à Les Sources.
- Ligne 7 : Simplifiée sur un seul trajet raccourci entre Hôpital Fleyriat et É. Huchet.
- Ligne 8 : Terminus sud régulier à Parc Expo, Girolles n'est desservi qu'à certains services.

Le 2 septembre 2013, le réseau subit de nombreux changements, :
- Prolongement au nord de la ligne 7 à Crépignat.
- Mise en place du réseau Tub extra-urbain : Intégration des transports scolaires jusqu'à alors gérés par le conseil général et ouvertes à tous les voyageurs (sauf pour les Prim'Tub) de l'agglomération.
- Pass'Tel est remplacé par Résa'Tub et devient zonal et non plus à itinéraire fixe.
- Le service Dimanches et jours fériés devient Dim'Tub et reste inchangé.
- Mise en place de Flexi'Tub.
- Viva'Tel devient Viva'Tub et reste inchangé.
- Simplification de la gamme tarifaire.

La même année, CarPostal est reconduit jusqu'en 2018.
Le 29 août 2016, le réseau TUB urbain est restructuré. Prévue initialement à la rentrée scolaire de 2015 elle a été repoussée à l'année suivante afin de coïncider avec la création du nouveau pôle d'échanges,,,. Le nouveau réseau est hiérarchisé autour de :
- 3 lignes principales avec des fréquences de 15 à 20 minutes ;
- 4 lignes secondaires avec des fréquences de 20 à 40 minutes.

De nouvelles lignes « extra-urbaines » sont créées vers Dompierre-sur-Veyle, Lent, Jasseron et Polliat ainsi qu'une ligne directe entre la gare et le centre pénitentiaire.
Dans le cadre du réaménagement du centre-ville de Bourg-en-Bresse et de la deuxième phase autour de l'ancien Collège Amiot, l'ancien point central situé place Carriat a déménagé à l'occasion de la mise en place du nouveau réseau en limite du parking du Champ de foire, là où se trouvait déjà la station des autocars départementaux, et forme le second pôle du réseau après celui de la gare. Il est équipé d'écrans pour informer les voyageurs des temps d'attente avant l'arrivée d'un bus et d'une voie réservée à contre-sens de la circulation pour faciliter la circulation et limiter les détours pour les bus.

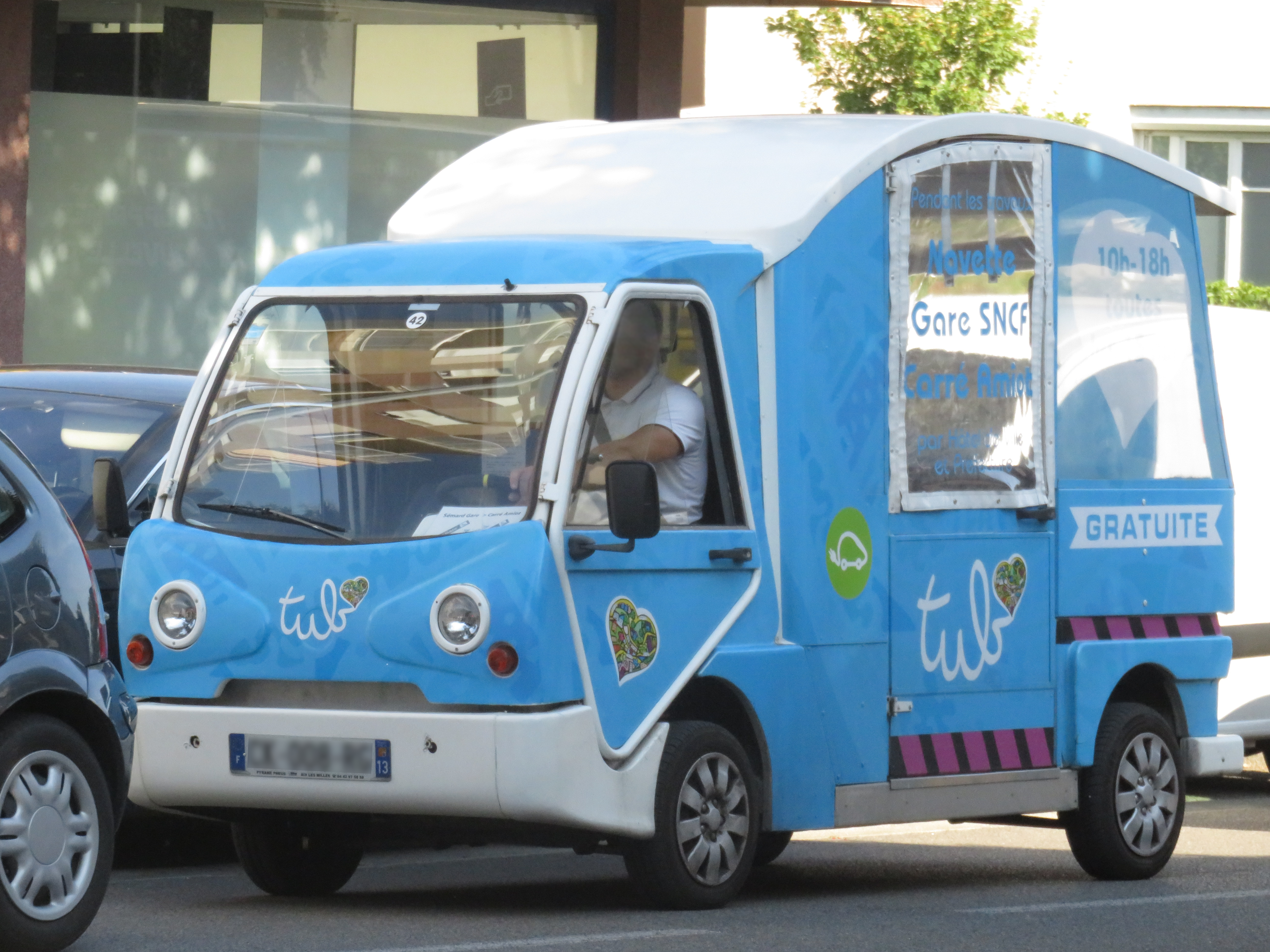
En novembre 2017, une navette est mise en place dans le centre-ville à l’occasion des travaux dans l’Avenue Alsace-Lorraine.

En novembre 2017 en raison de travaux de longue durée sur l'avenue d'Alsace-Lorraine sur les lignes urbaines 1 à 4, voient leur desserte du centre-ville modifiée : L'arrêt Hôtel de Ville n'est plus desservi par les lignes 1 à 4, l'arrêt Baudin est desservi par les lignes 1 et 3 et l'arrêt Préfecture par la ligne 3. Les nouveaux arrêts sont Quiconces et Charité-Université (déjà desservi par les lignes 5 et 7). Une navette desservant les arrêts Sémard Gare, Préfecture, Hôtel de Ville, Quinet (direction Sémard Gare) et Carré Amiot est mise en place.
Le 6 mai 2019, le réseau TUB change de nom et devient Rubis.

## Le réseau

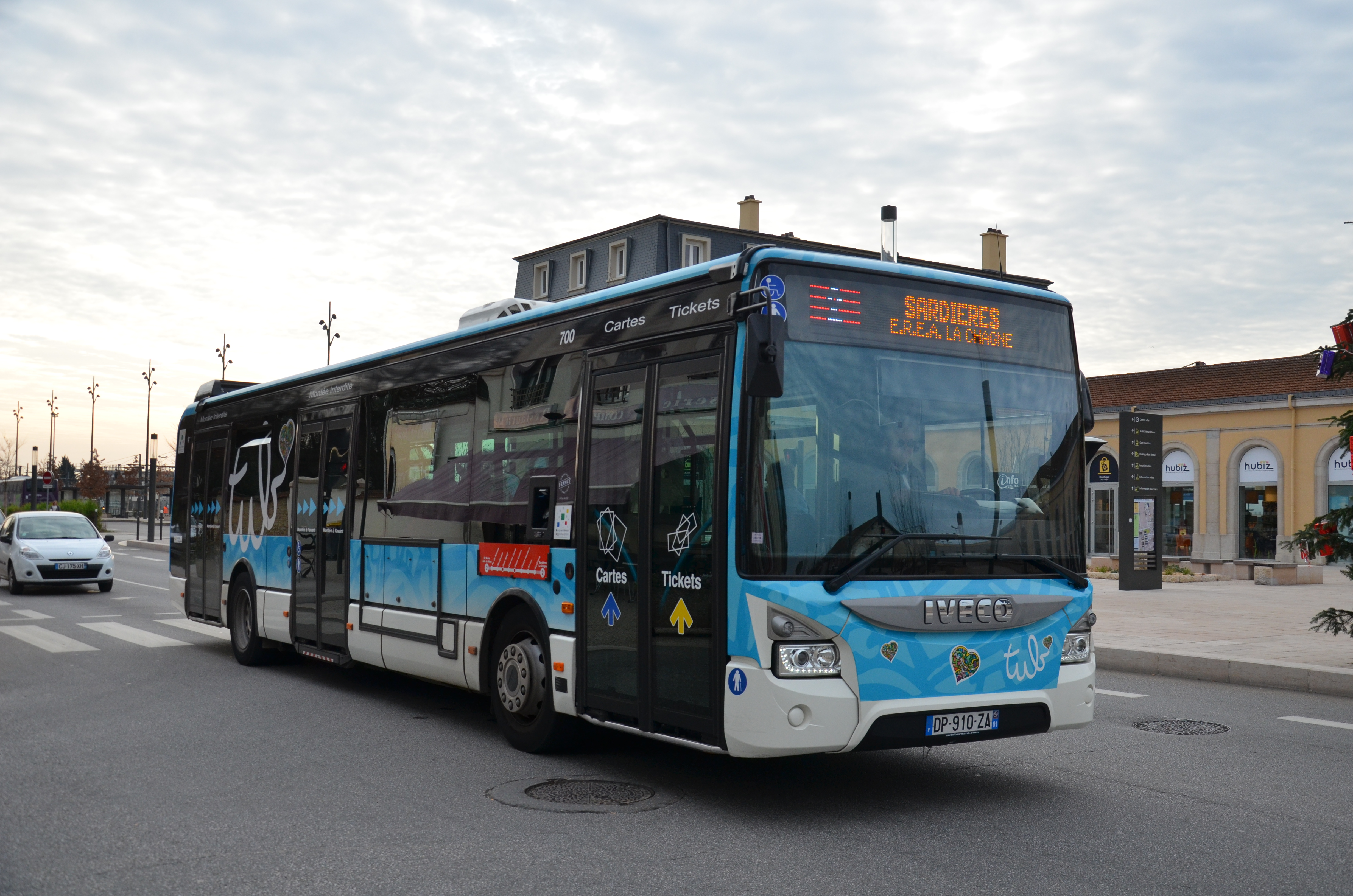
Iveco Bus Urbanway devant la gare SNCF.

### L'autorité organisatrice
La communauté d'agglomération du Bassin de Bourg-en-Bresse (75 communes et 128 897 habitants), créée au 1er janvier 2017, est devenue autorité organisatrice des mobilités sur son périmètre. Ses principales missions sont :
- L’organisation des services réguliers de transport public urbain et non urbain de personnes ;
- L’organisation des transports scolaires ;
- L’organisation de transport à la demande (TAD) ;
- L’organisation d’un service public de location de vélos ;
- La mise en place d’actions visant à favoriser le covoiturage.

### L'exploitant
Keolis Grand Bassin de Bourg-en-Bresse, filiale du groupe Keolis, est la société à laquelle l'exploitation du réseau Rubis a été confiée par la Communauté d'agglomération du Bassin de Bourg-en-Bresse.
Ses missions sont :
- d'exploiter les différents services définis par la Communauté d'agglomération du Bassin de Bourg-en-Bresse ;
- d'assurer la commercialisation et la promotion des services ;
- d'assurer l’entretien et la maintenance des biens mis à disposition par l’agglomération (bus et dépôt) ;
- d'assurer la gestion de l'Agence Grand Bourg Mobilités.

### Territoire desservi

Réseau urbain jusqu'à juillet 2019.

Le réseau Rubis dessert l'ensemble des communes du territoire de la Communauté d'agglomération du Bassin de Bourg-en-Bresse :
- Attignat ;
- Beaupont ;
- Bény ;
- Béréziat ;
- Bohas-Meyriat-Rignat ;
- Bourg-en-Bresse ;
- Bresse Vallons ;
- Buellas ;
- Certines ;
- Ceyzériat ;
- Cize ;
- Coligny ;
- Confrançon ;
- Cormoz ;
- Corveissiat ;
- Courmangoux ;
- Courtes ;
- Curciat-Dongalon ;
- Curtafond ;
- Dompierre-sur-Veyle ;
- Domsure ;
- Drom ;
- Druillat ;
- Foissiat ;
- Grand-Corent ;
- Hautecourt-Romanèche ;
- Jasseron ;
- Jayat ;
- Journans ;
- La Tranclière ;
- Lent ;
- Lescheroux ;
- Malafretaz ;
- Mantenay-Montlin ;
- Marboz ;
- Marsonnas ;
- Meillonnas ;
- Montagnat ;
- Montcet ;
- Montracol ;
- Montrevel-en-Bresse ;
- Nivigne et Suran ;
- Péronnas ;
- Pirajoux ;
- Polliat ;
- Pouillat ;
- Ramasse ;
- Revonnas ;
- Saint-André-sur-Vieux-Jonc ;
- Saint-Denis-lès-Bourg ;
- Saint-Didier-d'Aussiat ;
- Saint-Étienne-du-Bois ;
- Saint-Jean-sur-Reyssouze ;
- Saint-Julien-sur-Reyssouze ;
- Saint-Just ;
- Saint-Martin-du-Mont ;
- Saint-Martin-le-Châtel ;
- Saint-Nizier-le-Bouchoux ;
- Saint-Rémy ;
- Saint-Sulpice ;
- Saint-Trivier-de-Courtes ;
- Salavre ;
- Servas ;
- Servignat ;
- Simandre-sur-Suran ;
- Tossiat ;
- Val-Revermont ;
- Vandeins ;
- Verjon ;
- Vernoux ;
- Vescours ;
- Villemotier ;
- Villereversure ;
- Viriat.

### Les lignes

#### Le réseau urbain
Le réseau urbain est composé de sept lignes régulières (1 à 7) fonctionnant du lundi au samedi de 6 h à 20 h environ, complété par une ligne spécifique entre la gare et le centre pénitentiaire (21) et par une navette de centre-ville (Rubis'city). Ce réseau dessert les communes de Bourg-en-Bresse, Péronnas, Saint-Denis-lès-Bourg, Saint-Just et Viriat. Les dimanches et fêtes, ces lignes sont remplacées par le service de transport à la demande Rubis' Plus.

#### Les lignes d'agglomération
Le réseau Rubis intègre depuis le 1er juillet 2018 deux lignes anciennement gérées par le Conseil départemental de l'Ain :
- Ligne 115 (Ligne 12 depuis le 26 août 2024) : Bourg-en-Bresse - Verjon
- Ligne 150 (Ligne 10) :Ceyzeriat - Bourg-en-Bresse - Romenay (cette ligne à la particularité d'être exploitée par Keolis Val de Saône, filiale du groupe Keolis, via un contrat de délégation de service public).
- Ligne 11 : Polliat - Bourg-en-Bresse - St-Étienne-du-Bois

#### Les lignes scolaires
Le réseau Rubis'Junior est composé au 1er septembre 2021 de 136 lignes à vocation scolaire, bien qu'ouvertes à tous les voyageurs, à l'exception des lignes « Primaire » réservées uniquement aux élèves des écoles primaires.

### Transport à la demande
Le service de transport à la demande Rubis'Plus dessert depuis le 2 septembre 2019 l'ensemble des communes de la Communauté d'agglomération du Bassin de Bourg-en-Bresse, sur réservation.
Rubis'Plus dessert l'agglomération selon 7 secteurs (A, B, C, D, E, F et G) et fonctionne du lundi au samedi et assure entre trois et cinq et allers et retours par commune desservie.
En outre, il existe trois autres services sous la marque « Rubis'Plus » :
- Rubis'Plus Gare :
  - Du lundi au vendredi, tôt le matin et tard le soir, en dehors des horaires de fonctionnement du réseau, le service propose des trajets entre la gare de Bourg-en-Bresse et un arrêt des lignes urbaines au choix du voyageur ;
  - les dimanches et jours fériés en soirée de 20 h 00 à 22 h 00 depuis la gare et à destination de 15 arrêts de Bourg-en-Bresse.
- Rubis'Plus Dimanches & Jours fériés : le service assure la desserte de la partie urbaine de l'agglomération de 8 h 30 à 12 h 00 et de 13 h 30 à 19 h 30, avec une desserte d'arrêt à arrêt.
- Rubis'Plus, Personnes à Mobilité Réduite : ce service fonctionne en porte à porte, du lundi au samedi de 7 h à 20h. Ce service est accessible uniquement aux personnes ayant été acceptées par la commission TPMR.

### Arrêts
L'arrêt Carré Amiot (auparavant Place Carriat) est l'arrêt central du réseau. Il comporte 6 quais pour accueillir les bus urbains, extra-urbains et départementaux.
Le pôle multimodal de la gare de Bourg-en-Bresse comporte quatre zones pour les bus et cars : La Gare routière et les arrêts Victoire Gare, Sémard Gare et Peloux Gare. Il y a également le point de vente "La station", qui propose de louer un vélo ou d'acheter des titres de transport.

### Identité visuelle

#### Logo

Ancien logo (- mai 2019)
Logo actuel (mai 2019 -)

#### Livrée des véhicules

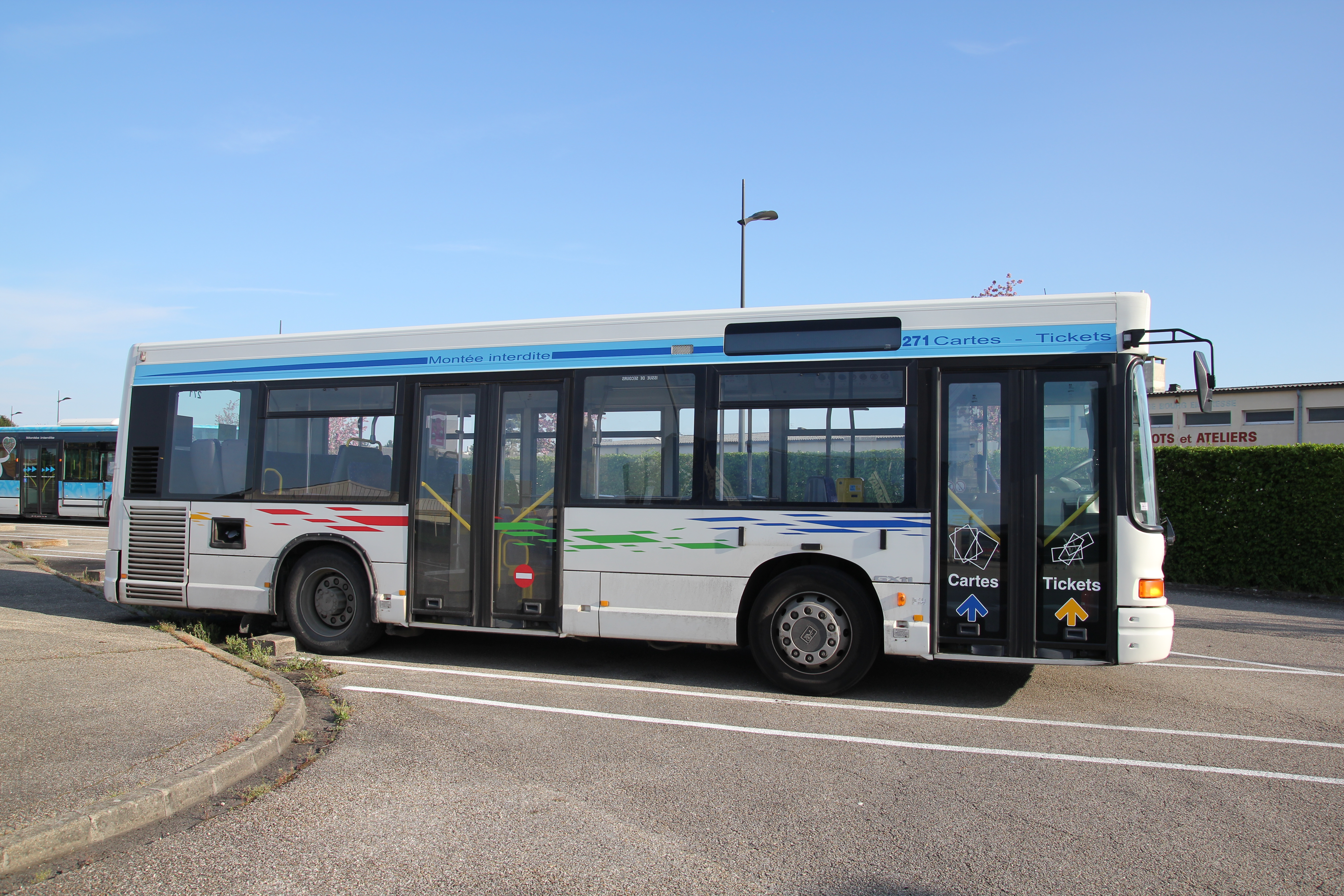
Midibus Heuliez GX 117 n°271, aujourd'hui réformé, en ancienne livrée.
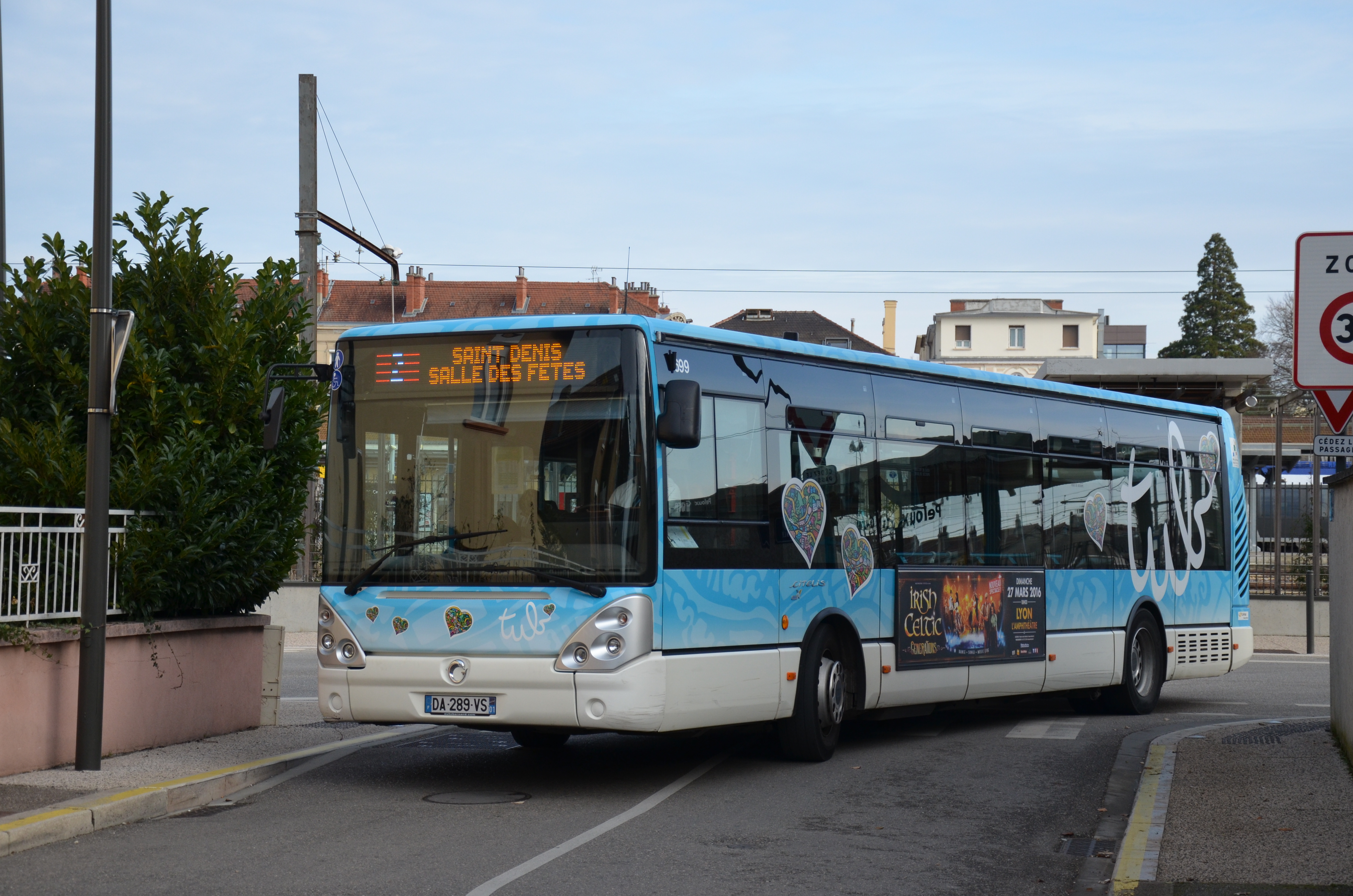
Irisbus Citelis 12 près de l'arrêt Peloux Gare.
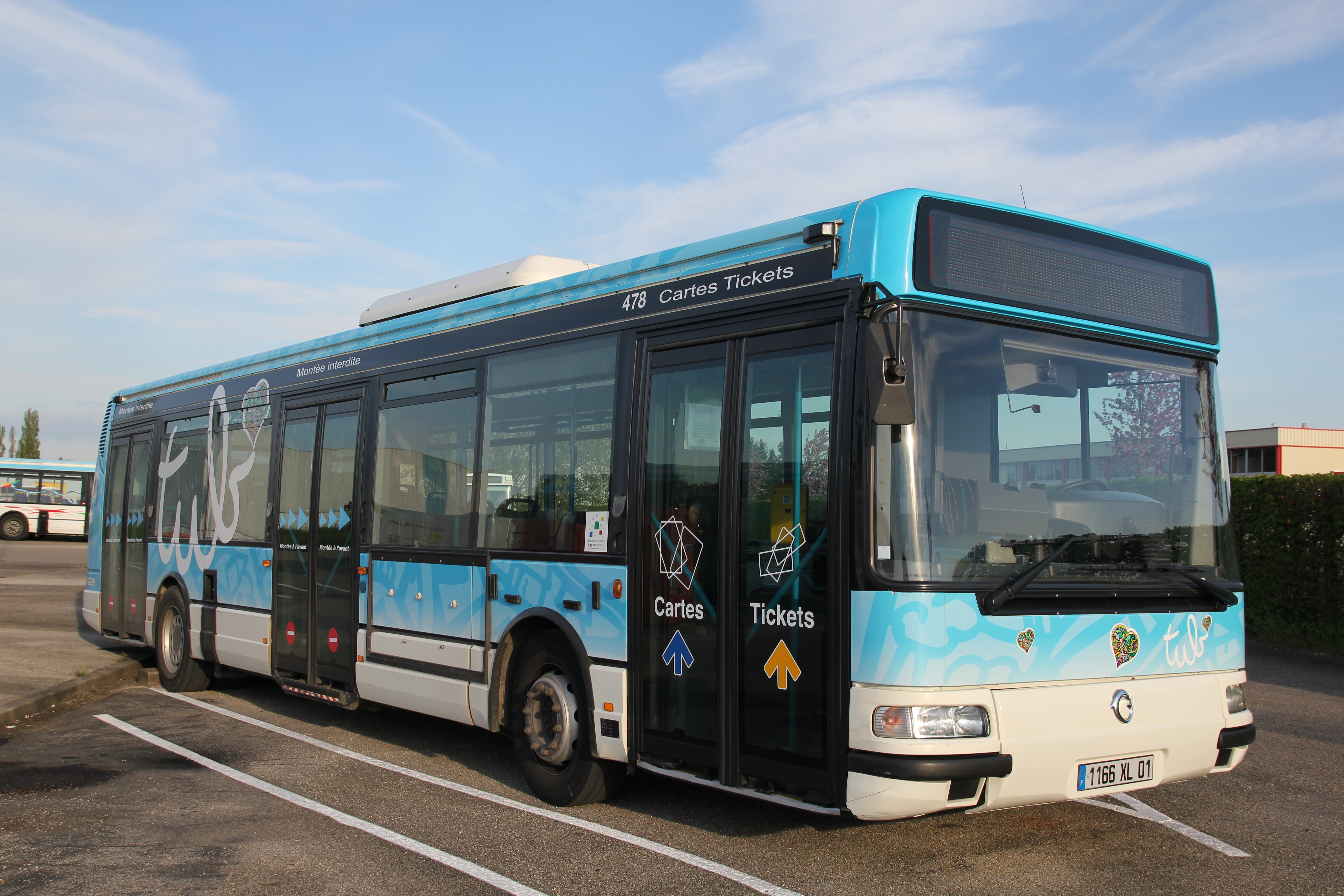
Irisbus Agora S n°478 au dépôt
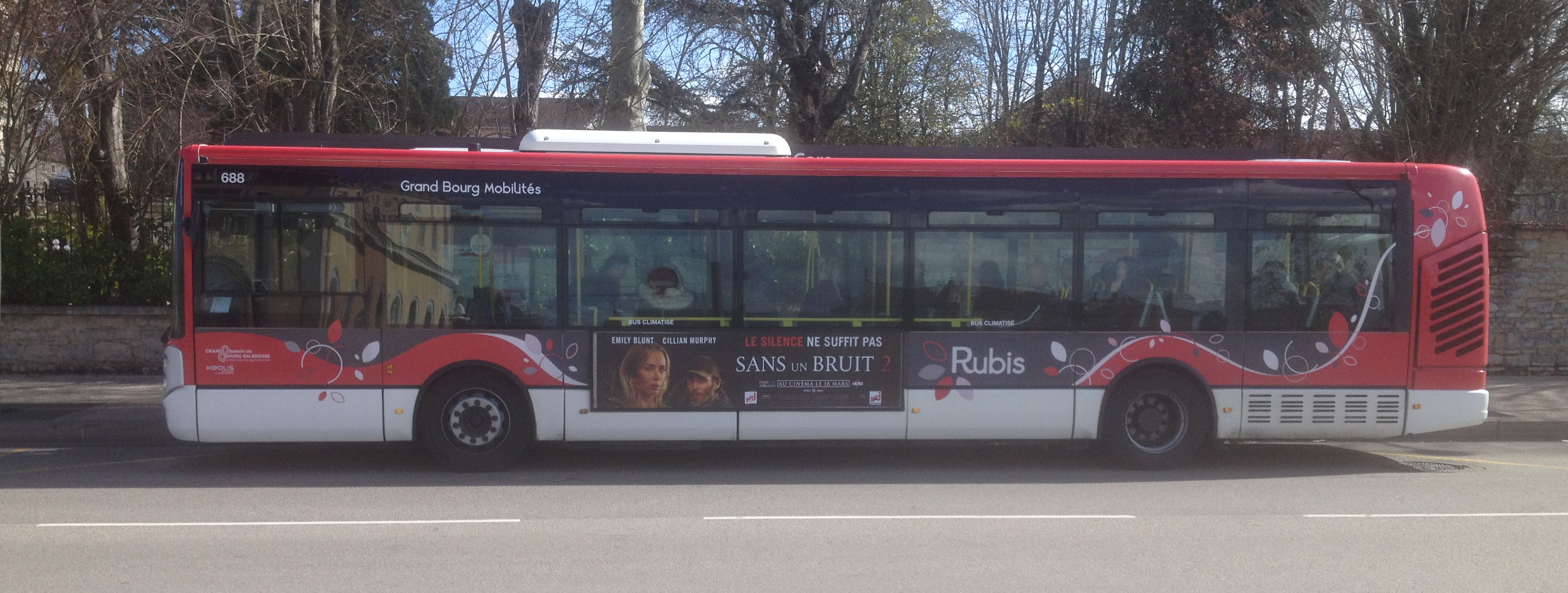
Bus Rubis dans la nouvelle livrée à la gare SNCF

## Exploitation

### Matériel roulant
- 16 Irisbus Citelis 12 nos 590, 683 à 685, 687 à 689 et 691 à 699 ;
- 12 Iveco Bus Urbanway 12 nos 700 à 704 et 706 à 712 ;
- 1 Iveco Bus Crossway LE City (Low Entry) no 805 ;
- 1 Renault Dietrich Noventis 420 Réserve Rubis City ;
- 15 Heuliez Bus GX 337 ELEC nos 900 à 914 ;
- 1 Karsan e-JEST Navette Rubis City no 801 ;

Le réseau extra-urbain est assuré à l'aide d'autocars. Les services sur réservation sont effectués en minibus.
Par le passé, le réseau a également eu dans son parc: Renault PR 100.2, Renault PR 112, Renault R312, Heuliez Bus GX 117, Renault/Irisbus Agora S, Bolloré Bluebus 6 et Heuliez Bus GX 337 ainsi que d'autres Irisbus Citelis 12 tels les nos 582 ;

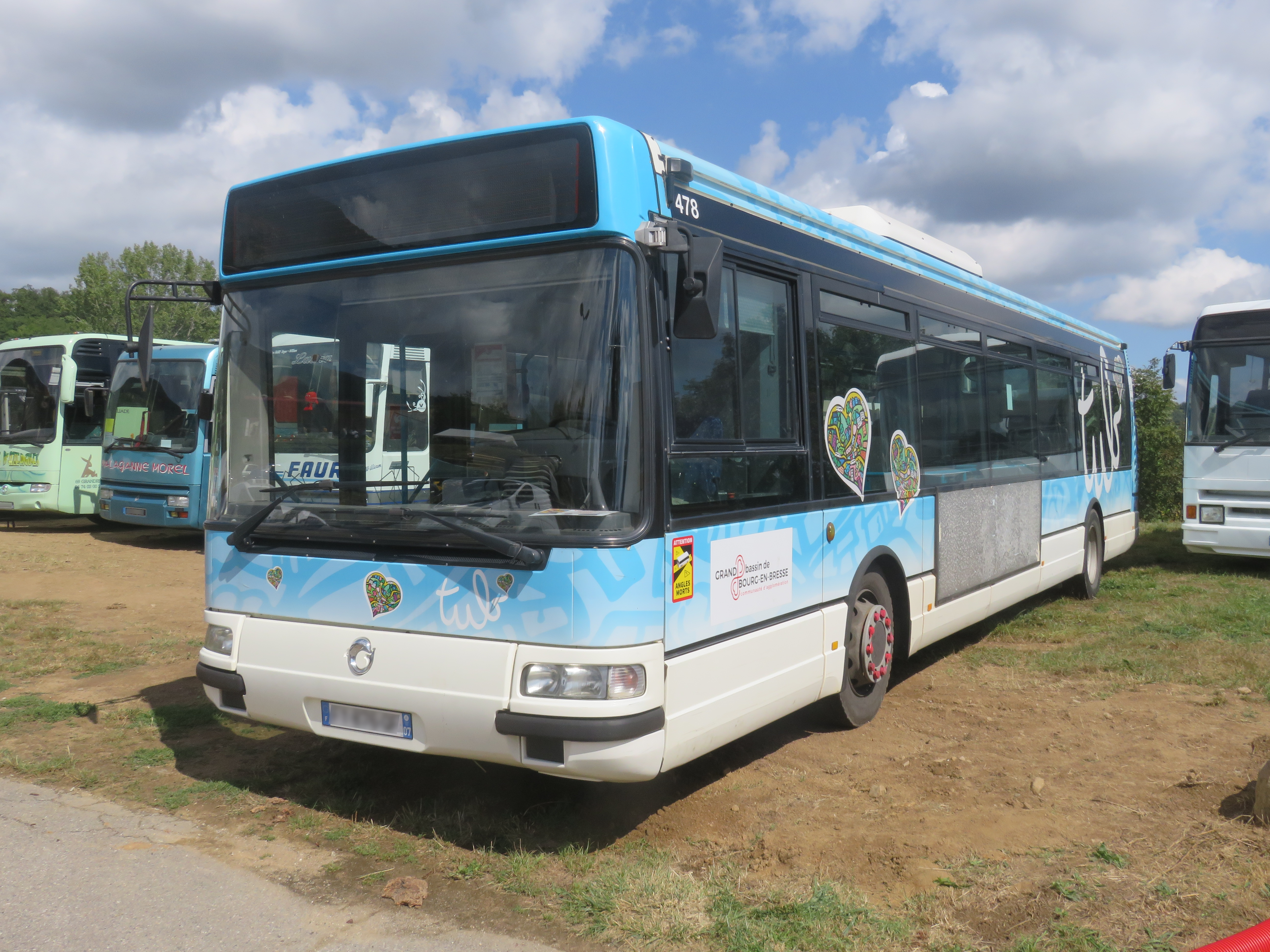
L’Irisbus Agora S n°478 exposé à l’occasion de l’édition 2021 de la Fête du Car.

L'Irisbus Agora S no 478 a rejoint le musée du car de Vanosc le 1er février 2021.

### Dépôt
Le dépôt bus de Bourg-en-Bresse se trouve rue Jean Gutenberg, à côté du centre technique municipal et proche du dépôt car du département.

### Sécurité
Le réseau connaît quelques problèmes de sécurité, tels des agressions de conducteur comme cela s'est produit en 2015 à la gare de Bourg.

### Personnel d'exploitation
Le réseau emploie 92 personnes pour assurer son fonctionnement.

### Information aux voyageurs
À Carré Amiot, des écrans informent les voyageurs des prochains passages des bus.
À bord de certains bus, des écrans permettent de visualiser les prochains arrêts.

## Impact socio-économique

### Trafic
Le réseau transporte quotidiennement 12 000 personnes. En 2012, il a transporté 2 807 000 personnes.